# Xipamida
Xipamida é um fármaco utilizado pela medicina como diurético e anti-hipertensivo. Devido ao seu mecanismo de ação atípico, a xipamida pode ser considerada um fármaco intermediário entre os diuréticos tiazídicos e aqueles de alta potência.

## Mecanismo de ação
Produz a saída de sódio intracelular.

## Contraindicações
Não deve ser administrado concomitantemente com fármacos nefrotóxicos, anúria e oligúria.